# Dei patris immensa

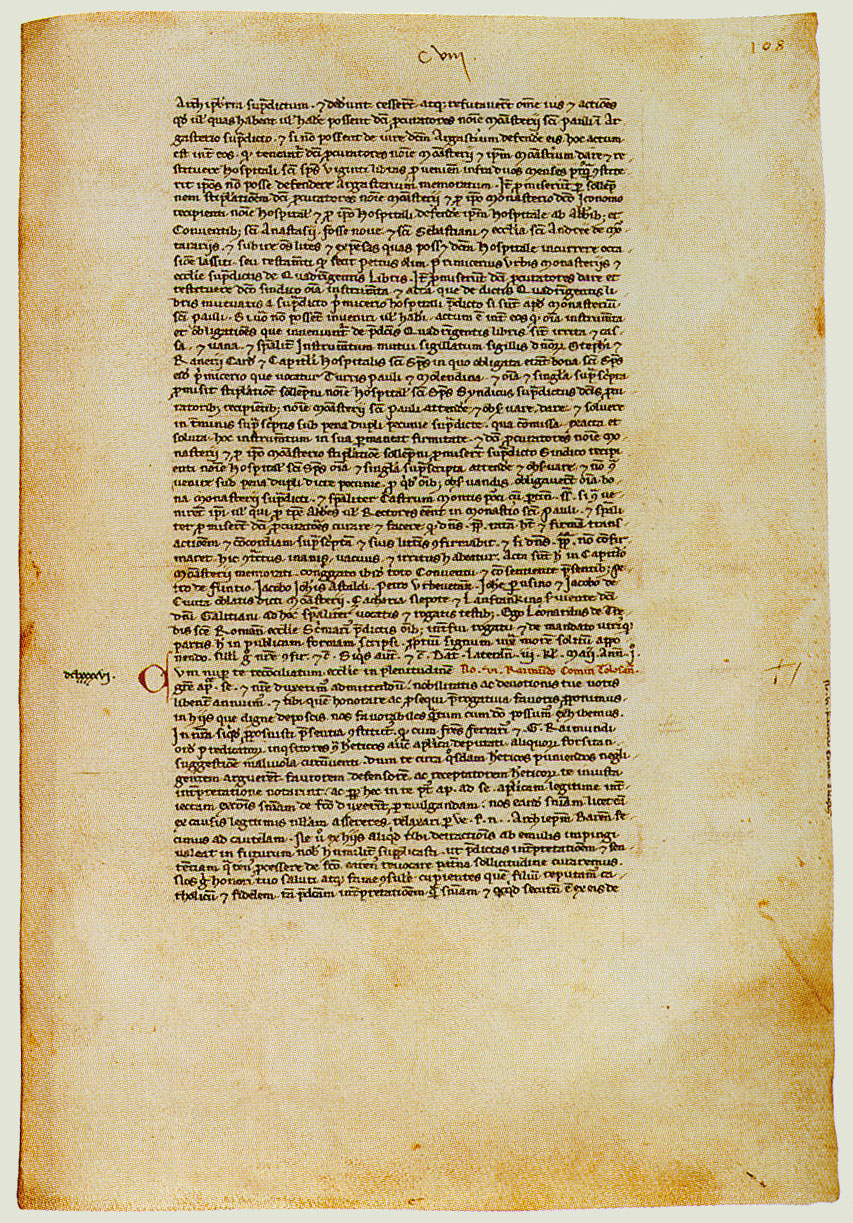
Текст письма Иннокентия IV «правителю и народу татар». Ватиканский секретный архив.

Dei patris immensa — письмо папы римского Иннокентия IV от 5 марта 1245 года, адресованное «царю и народу тартар» с объяснениями принципов христианской веры и призывом к монголам принять крещение.
Это письмо, а также второе письмо папы «Cum non solum» от 13 марта 1245 года, должны были быть доставлены дипломатической миссией великому хану Монгольской империи. Были отправлены три миссии: францисканца Плано Карпини через Восточную Европу и две доминиканские миссии — Асцелина Ломбардского (Кремонского) и Андре де Лонжюмо — через Левант. Доставить письма великому хану удалось только Плано Карпини.

## Дипломатические миссии

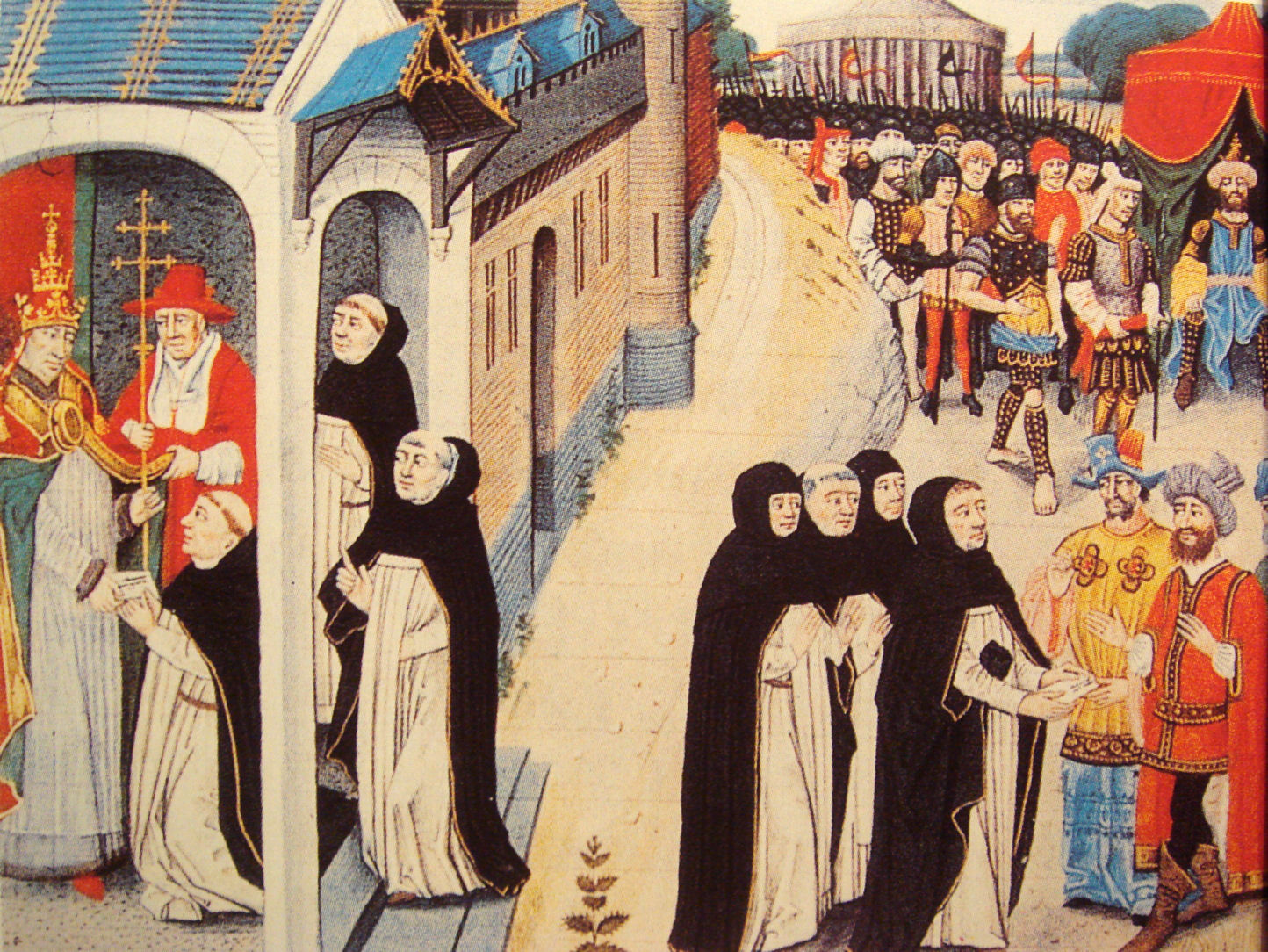
Асцелин Ломбардский получает письмо от Иннокентия IV и передает его Байджи. Миниатюра Давида Обера из «Хроники императоров» 1462 год

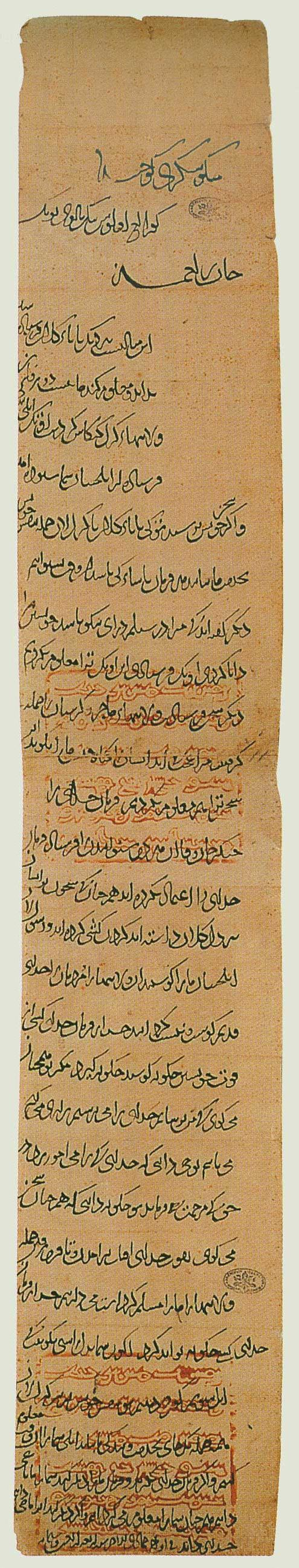
Ответное письмо великого хана Гуюка Иннокентию IV

После монгольского нашествия на Восточную Европу в 1240—1241 годах в католическом мире оставались опасения повторения нашествия со стороны Монгольской империи. В преддверии Первого Лионского собора католической церкви, на котором среди прочих должен был обсуждаться вопрос о татарской угрозе, папа римский Иннокентий IV отправил три дипломатические миссии в Монгольскую империю.
Наиболее известна миссия францисканца Иоанна де Плано Карпини. Основная цель миссии была разведывательная, а вторичная — проповедование христианского учения среди язычников тех стран, которые они будут проезжать. Также Плано Карпини должен был попытаться обратить в христианство великого хана. Для этого он передал письмо папы великому хану Монгольской империи «Dei patris immensa» содержащее призыв к нему принять христианство. 16 апреля 1245 года миссия Плано Карпини отправилась из Лиона, где в это время находился Иннокентий IV. Во Вроцлаве к ним присоединился польский францисканец Бенедикт. Далее, проследовав через Галич, миссия францисканцев 4 апреля 1246 года достигла ставки Бату на Волге. По приказу Бату Карпини и Бенедикт отправились дальше в Монголию, где в августе 1246 года стали свидетелями возведения на престол великого хана Гуюка.
Две другие миссии состояли из доминиканцев и пытались вступить в контакт с представителями Монгольской империи на Ближнем Востоке. Миссия Асцелина Ломбардского (Кремонского) летом 1247 года достигла ставки нойона Байджу, расположенную в городе Сисиан. Третьей была миссия Андре де Лонжюмо, которая вероятно (по мнению П. Джексона) достигла Тебриза.
Папа римский Иннокентий IV снабдил все три миссии двумя письмами, адресованными «царю и народу тартар»: «Dei patris immensa» от 5 марта и «Cum non solum» от 13 марта 1245 года. Письмо «Dei patris immensa» носит религиозный характер, а письмо «Cum non solum» политический. Миссии Плано Карпини, в отличие от двух остальных, удалось доставить эти письма великому хану Монгольской империи и получить от него ответ.

## Инципит
Для идентификации средневековых текстов, не имеющих названий, используется так называемый инципит, то есть начальные слова текста. Письмо папы Иннокентия IV от 5 марта 1245 года начинается словами:

Dei patris inmensa benignitas humani generis casum, quod primi hominis culpa corruerat, ineffabili respiciens pietate…

и соответственно его инципитом является «Dei patris immensa».

## Содержание письма
Письмо обращается к:

… царю и народу тартар с пожеланием познать путь истины.
Оригинальный текст (лат.)…regi et populo Tartarorum viam agnoscere veritatis.
— 
В начале письма кратко описываются постулаты христианства, в частности веру в жертву Иисуса ради спасения людей, его страдания (Страсти Христовы) и воскресение. Затем говорится о роли самого папы как наместника Христа и обладателя «ключей Царства Небесного», который способен открыть его двери любому, кто обратится в «истинную веру». Далее содержится призыв к «царю и народу тартар» приобщиться к христианской вере. Провозглашается примат папской власти. Указывается, что папа римский, являясь преемником власти апостола Петра, наместника Христа, обязан лично контролировать нравственность людей и обладает особым правом в вынесении вердикта о моральном поведении людей, в том числе и татарского хана.

## Ответ великого хана Гуюка папе римскому Иннокентию IV
Призыв к миру со стороны папы римского был воспринят Гуюком как желание признать подчинение ханской власти, так как по их дипломатическому мировоззрению могут существовать либо подданные империи, либо её враги. Плано Карпини получил от Гуюка ответ на переданные им письма папы Иннокентия IV. В нём хан Гуюк выражал удовлетворение неправильно понятому им намерению папы, но отказывал ему в мирных отношениях до тех пор, пока сам папа не прибудет к нему лично вместе с подчиненными ему королями и властителями (в параллельном персидском переводе письма было использовано слово «царьками»), чтобы услышать волю великого хана и условия мира.
Отвечая на призыв принять христианство, содержащийся в письме «Dei patris immensa» Гуюк отметил, что недавние военные успехи монголов показали, что симпатия Всевышнего находится на стороне монголов. И далее:

…что мы должны креститься и стать христианами. На что мы отвечаем тебе коротко, что мы не понимаем, почему мы должны это сделать?
— 